# Joseph Anton von Maffei
Joseph Anton von Maffei (Monaco di Baviera, 4 settembre 1790 – Monaco di Baviera, 1º settembre 1870) è stato un imprenditore e ingegnere tedesco, produttore di locomotive a vapore.
È considerato uno dei maggiori pionieri del settore ferroviario bavarese.

## Biografia

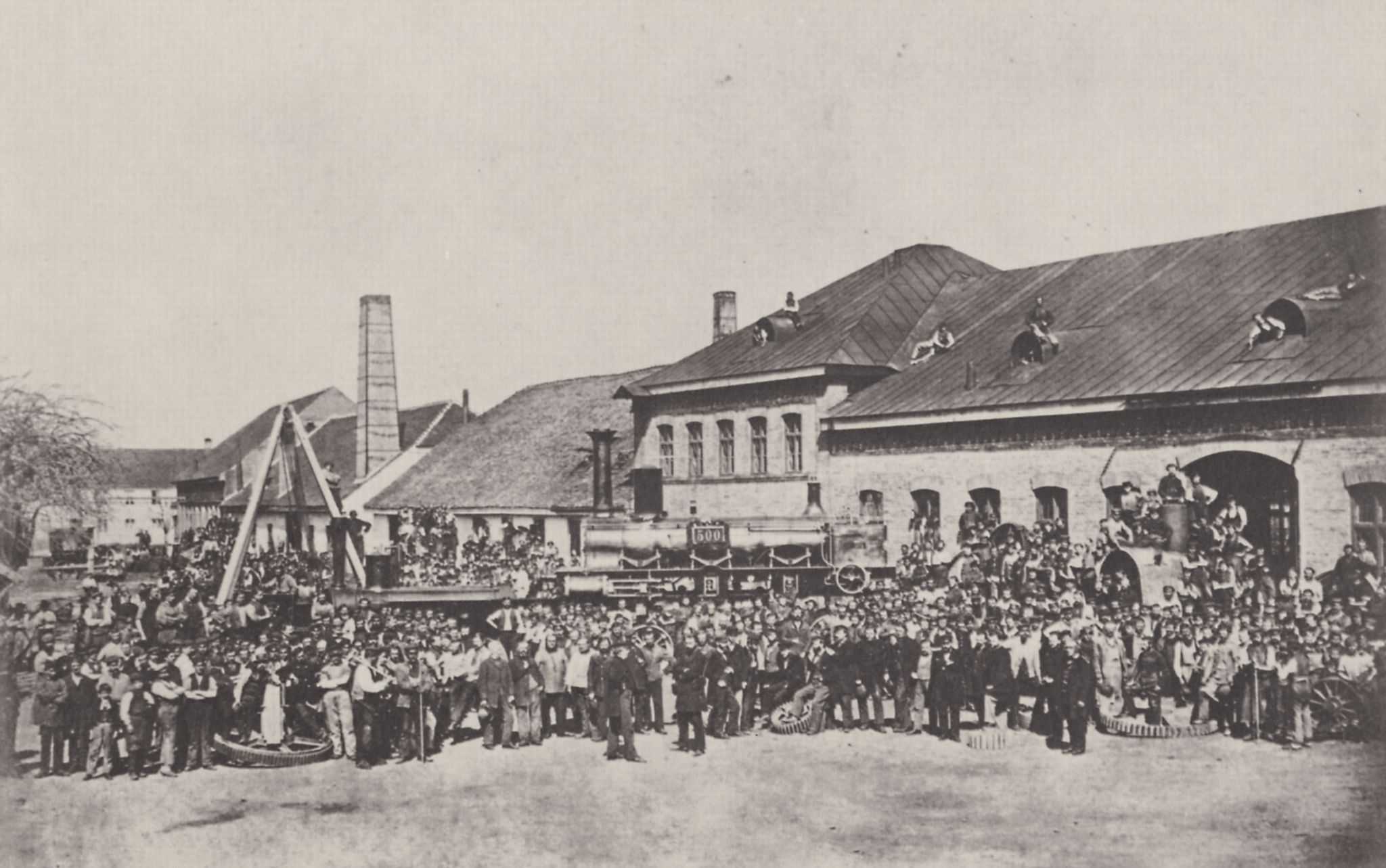
La 500° locomotiva della Maffei viene festeggiata

Joseph Anton Maffei nacque a Monaco di Baviera, da padre italiano, per la precisione veronese. Il Palazzo Maffei che sta in Piazza delle Erbe a Verona era la residenza familiare. Il padre si trasferì a Monaco per motivi di affari nel commercio del tabacco e Joseph Anton ne continuò l'attività. Nel 1835 Maffei fu uno dei soci fondatori della Bayerische Hypotheken und Wechselbank. L'anno dopo, il 1836 acquistò una fucina di Monaco per impiantarvi una fabbrica di locomotive. Il suo obiettivo era quello di fare della Baviera una regione industriale e competitiva nel campo delle macchine. L'inizio abbastanza modesto, la prima locomotiva uscì di fabbrica nel 1841, sortì nel tempo una delle maggiori realtà imprenditoriali del settore. Maffei, tra l'altro, supportò la costruzione della ferrovia Monaco-Augusta e quella tra Monaco e Starnberg. Già nel 1864 festeggiava la 500° locomotiva costruita.
Tra le sue migliori produzioni la Bavarese S 2/6 (che stabilì un record di velocità nel 1907, con 154 km/h) e la bella S 3/6, di cui un esemplare è esposto a Monaco al Deutsches Museum  e un altro al Nuremberg Transport Museum.
Nel 1851 Maffei costruì il suo primo battello a vapore, il Maximilian, per il servizio sul lago di Starnberg. 
Maffei ricoprì anche la carica di consigliere cittadino (Magistratsrat) di Monaco e si cimentò nella costruzione del famoso Hotel Bayerischer Hof.
Si spense il 1º settembre del 1870.
La sua fabbrica di locomotive gli sopravvisse per 60 anni ma nel 1930 fece bancarotta e venne fusa con la Krauss & Co dando origine alla Krauss-Maffei.